# 一党制
一党制，又称单党制（single-party system）或一党专政（single-party state），是單一執政黨壟斷政治與軍事權力，並通過憲法、政府、軍警、特務等各種制度內外之手段，長期將其他勢力排除於政治權力外的国家。第一个一党制国家为1878年至1980年的西非国家、由真辉格党統治的利比里亚，统治时间为102年；現存歷史最悠久的一黨制國家為自1945年9月2日起由越南共產黨統治的越南民主共和國（1976年越南統一后改国号为越南社会主义共和国）。
傳統上以「政黨的數目」爲標準來判定一個國家是一黨制、兩黨制或多黨制，但此判定標準亦被指出不充分。例如，柔性政黨存在一黨多元的系統及政綱，內部派系眾多。即使“民主”的主體公認爲“民”，個別一黨制共產黨稱有“党内民主”。
部分理論認為，一黨制應當分為法理一黨制和選舉一黨制，前者不設選舉制且不允許在野黨，而後者擁有一黨制下的選舉制度。法理一党制国家為威权体制的一種，和其他个人独裁、军事独裁、绝对君主制等比較，有助於理解民主转型之不同途徑。

## 定义与概要
一黨制（one-party system）依據乔万尼·萨托利的政治理論，屬非競爭性政黨體系即一個國家內只允許一個合法政黨存在並為執政黨。如：二战时期的德国納粹黨、意大利法西斯党、佛朗哥统治时期的西班牙和薩拉查統治時期的葡萄牙，禁止其他政党存在，议会徒具形式，党魁垄断国家政权，有部分政權通过暴力和恐怖方式维持统治。二戰時期日本的大政翼贊會，雖然名義上並非政黨組織（當時日本法律已禁止政治結社），但實際上是以一黨制的形式統治國家。苏联和冷戰時期的东欧国家，以及越南社會主義共和國、中华人民共和国、古巴共和國及老撾人民民主共和國等社會主義國家，共产党是唯一的执政党，更是国内各种政治性社会团体的领导力量。
非竞争性體系下的一党制比一党执政外延要小，通常以法律形式确立一党执政，也可能通过现实力量如軍政府達成，不允許有反對党，或者法律上只有参政议政但不能执政的合法政党。比如說在共產黨执政的国家，法律寫明只准共产党为该国唯一合法的执政党，不容許另外其他政黨执政。

### 细分
孙关宏将一党制细分为一党领导制（single-party leadership system）、一党专有制、一党威权制（one-party authoritarian system）、一党多元制（one-party pluralistic system）、实用一党制（one-party pragmatic）、一党霸权制（hegemonic party system）和一党优势制:257。

## 现存的一党制国家

### 越南社會主義共和國
- 执政党：越南共產黨

越南社會主義共和國（聆聽ⓘ），通稱越南，是位於东南亚的中南半島東端的社会主义国家。越南政治上採一黨專政，執政黨越南共產黨是目前越南境内唯一的合法政党。

### 朝鮮民主主義人民共和國
- 执政党：朝鮮勞動黨

朝鮮民主主義人民共和國（朝鲜语：／ Chosŏn Minjujuŭi Inmin Konghwaguk ?），简稱朝鮮（／），是一個成立於1948年9月9日的社會主義國家。《朝鮮民主主義人民共和國社會主義憲法》稱朝鮮是一個以金日成金正日主義為思想體系的社會主義國家。

### 中華人民共和國
- 执政党：中國共產黨

《中华人民共和国宪法》中的人民民主专政，實行“实质上即无产阶级专政”，指中国共产党和中华人民共和国可以使用专制的方法来对待敌对势力，以维持“人民民主政权”。2018年的宪法修正案在第一条新增一句：「中国共产党领导是中国特色社会主义最本质的特征」，确认中国共产党在「中國特色社會主義」時期的领导地位。
根據中國共產黨的詮釋，中華人民共和國有“參政黨”，而不是“反对党”，其政治体制名为“中國共產黨領導的多黨合作和政治協商制度”。中国允許多黨並存，參政黨可以参政议政，但不能执政，中国共产党是唯一的执政党。因此，狭义上中国不属于一党制，广义上中国属于一党（执政）制。
在军事方面，中国共产党坚持党对军队的绝对领导，把军队视为保卫政权和国家的工具，即“用枪杆子巩固政权”，在軍隊內设置政治委员，并反对军队国家化。
自2015年1月16日起，全国人大常委会、国务院、全国政协、最高人民法院、最高人民检察院党组于每年1月向中共中央總書記主持的中共中央政治局常委會和中共中央政治局進行工作汇报。自2021年2月28日起，全国人大常委会、国务院、全国政协、最高人民法院、最高人民检察院党组和中共中央政治局、中共中央书记处成员每年都要向党中央及总书记习近平本人进行述职工作报告。
值得注意的是，中国人民政治协商会议是政治协商和咨询机关；它不属于国家机构体系，也不是立法机关。曾有学者建议将人民政协民意机关化和法制化，在宪法中设专章专节，确认人民政协为民意代表机构，将人民政协纳入国家机构体系，在宪法和人民政协组织法上确认人民政协的适当职权，并认为确立人民政协的上院性质并不会违背中國共產黨的民主集中制原则。

### 古巴共和國
- 执政党：古巴共產黨

1992年修订的古巴宪法将组建其他政党的行为除罪化。此后，反对党在古巴时有出现，但它们在古巴国内几乎没有任何影响力。

### 寮人民民主共和國
- 执政党：寮國人民革命黨

### 厄立特里亞國
- 执政党：人民民主與正義陣線

### 阿拉伯撒哈拉民主共和國
- 执政党：萨基亚阿姆拉和里奥德奥罗人民解放阵线

### 汇总
| 國家                                   | 執政時間  | 執政黨                               | 衛星黨                                  | 統一戰線組織                          | 首任執政黨領袖             | 現今執政黨領袖               | 黨旗 | 黨徽 | 國旗 | 國徽 |
| -------------------------------------- | --------- | ------------------------------------ | --------------------------------------- | ------------------------------------- | -------------------------- | ---------------------------- | ---- | ---- | ---- | ---- |
| 中华人民共和国                         | 75年317天 | 中國共产党                           | 详见八大民主党派                        | 中國人民政治協商会议                  | 陈独秀总书记               | 習近平总书记                 |      |      |      |      |
|                                        | 76年339天 | 朝鮮勞動黨                           | 朝鮮社會民主黨 天道教青友黨             | 不適用 祖国统一民主主义战线（歷史上） | 金枓奉委員長               | 金正恩总书记                 |      |      |      |      |
| 越南社會主義共和國（包括统一前的北越） | 79年346天 | 越南共產黨                           | 不適用 越南社會黨、越南民主黨（歷史上） | 越南祖國陣線                          | 胡志明主席                 | 苏林總書記                   |      |      |      |      |
| 寮人民民主共和國                       | 49年255天 | 寮國人民革命黨                       | 不適用                                  | 寮國建國陣線                          | 凱山·豐威漢總書記          | 通伦·西苏里總書記            |      |      |      |      |
| 古巴共和國                             | 66年225天 | 古巴共產黨                           | 不適用                                  | 不適用                                | 菲德爾·卡斯特羅第一書記    | 米格爾·迪亞斯-卡內爾第一書記 |      |      |      |      |
| 阿拉伯撒哈拉民主共和國                 | 49年168天 | 萨基亚阿姆拉和里奥德奥罗人民解放阵线 | 不適用                                  | 不適用                                | 瓦利·穆斯塔法·賽義德總書記 | 卜拉欣·加利總書記            |      |      |      |      |
| 厄立特里亞國                           | 34年77天  | 人民民主與正義陣線                   | 不適用                                  | 不適用                                | 伊薩亞斯·阿費沃基主席      | 伊薩亞斯·阿費沃基主席        |      |      |      |      |

## 类似一党制国家
指雖然存在競爭性選舉，但又比起正常的一黨獨大而言執政黨更為專制，執政黨藉由限制他黨競選資源與權利的方式，例如嚴格管制反對黨宣傳活動，嚴格審核他黨候選人資格，有時甚至採取正當性可疑的壓即連續當選國家元首或議會制下的政府首腦與多數議席。案例包括1980年代前韓國的自由黨/民主共和黨/民主正義党，越南共和國的人民勞動革命黨、國家社會民主陣線，新加坡的人民行動黨，1957年至2018年馬來西亞的國民陣線，1965年至1986年的菲律賓國民黨及新社會運動黨，1990年代以前印尼的專業集團黨，1970年以前柬埔寨的桑庫姆黨，高棉共和國的社會共和黨，1979年以前巴西的國家革新聯盟，2000年代前墨西哥的革命制度党，1937年至1979年間的尼加拉瓜國民自由黨與現在的桑地諾民族解放陣線，1933年至1956年；1963年至1975年間的宏都拉斯國民黨，種族隔離時期的南非國民黨及羅德西亞陣線，2003年以前伊拉克的伊拉克阿拉伯复兴社会党，2024年以前叙利亚的叙利亚阿拉伯复兴社会党，2019年以前苏丹的全国大会党，2012年以前也门的全国人民大会，2011年以前埃及的民族民主党與突尼西亞的憲政民主聯盟，阿爾及利亞的民族解放陣線，2014年以前布吉納法索的爭取民主和進步大會，2000年以前的塞爾維亞社會黨，統一俄羅斯，土耳其的正義與發展黨，土庫曼斯坦民主黨，哈薩克的祖國之光，烏茲別克的烏茲別克斯坦人民民主黨、烏茲別克斯坦自由民主黨，阿塞拜疆的新亞塞拜然黨，委內瑞拉統一社會主義黨、辛巴威非洲民族聯盟—愛國陣線，盧安達愛國陣線，衣索比亞人民革命民主陣線，烏干達的全國抵抗運動、甘比亞的愛國調整和建設聯盟，蒲隆地的全國民主保衛委員會-保衛民主力量，南蘇丹的蘇丹人民解放運動，乍得的愛國拯救運動，博茨瓦納的博茨瓦納民主黨，巴基斯坦的全印穆斯林联盟等等。
| 國家                   | 執政時間  | 執政黨                 | 衛星黨                                      | 統一戰線組織 | 首任執政黨領袖                       | 現今執政黨領袖                  | 黨旗 | 黨徽 | 國旗 | 國徽 |
| ---------------------- | --------- | ---------------------- | ------------------------------------------- | ------------ | ------------------------------------ | ------------------------------- | ---- | ---- | ---- | ---- |
| 柬埔寨王国             | 46年221天 | 柬埔寨人民党           | 奉辛比克党                                  | 不適用       | 韩桑林总书记                         | 洪森主席                        |      |      |      |      |
| 土库曼斯坦             | 33年241天 | 土库曼斯坦民主党       | 土库曼斯坦工业家和企业家党 土库曼斯坦农业党 | 不適用       | 萨帕尔穆拉特·阿塔耶维奇·尼亚佐夫主席 | 库尔班古力·别尔德穆哈梅多夫主席 |      |      |      |      |
| 哈萨克斯坦共和国       | 33年232天 | 阿玛纳特               | 光明道路民主党 哈萨克斯坦人民党             | 不適用       | 努尔苏丹·纳扎尔巴耶夫主席            | 卡西姆若马尔特·托卡耶夫主席     |      |      |      |      |
| 塔吉克斯坦共和国       | 32年267天 | 塔吉克斯坦人民民主党   | 不適用                                      | 不適用       | 埃莫马利·拉赫蒙主席                  | 埃莫马利·拉赫蒙主席             |      |      |      |      |
| 阿塞拜疆共和国         | 32年239天 | 新阿塞拜疆党           | 不適用                                      | 不適用       | 盖达尔·阿利耶夫主席                  | 伊利哈姆·阿利耶夫主席           |      |      |      |      |
| 刚果共和国             | 27年293天 | 刚果劳动党             | 不適用                                      | 不適用       | 马里安·恩古瓦比主席                  | 德尼·萨苏-恩格索主席            |      |      |      |      |
| 纳米比亚共和国         | 35年186天 | 纳米比亚人组党         | 不適用                                      | 不適用       | 萨姆·努乔马主席                      | 哈格·根哥布主席                 |      |      |      |      |
| 尼加拉瓜共和国         | 18年216天 | 桑地诺民族解放阵线     | 不適用                                      | 不適用       | 卡洛斯·丰塞卡主席、总司令            | 丹尼尔·奥尔特加主席             |      |      |      |      |
| 南苏丹共和国           | 14年36天  | 苏丹人民解放运动       | 不適用                                      | 不適用       | 约翰·加朗主席                        | 萨尔瓦·基尔·马亚尔迪特主席      |      |      |      |      |
| 委内瑞拉玻利瓦尔共和国 | 26年193天 | 委內瑞拉統一社會主義黨 | 不適用                                      | 不適用       | 烏戈·查維茲主席                      | 尼古拉斯·馬杜羅主席             |      |      |      |      |

### 威權、半民主及民主体制维持一党独大执政的国家
| 國家                     | 執政時間  | 執政黨                         | 最大在野黨                                | 國會             | 首任執政黨領袖                                        | 現今執政黨領袖                         | 黨旗 | 黨徽 | 國旗 | 國徽 |
| ------------------------ | --------- | ------------------------------ | ----------------------------------------- | ---------------- | ----------------------------------------------------- | -------------------------------------- | ---- | ---- | ---- | ---- |
| 阿爾及利亞民主人民共和國 | 63年42天  | 民族解放阵线                   | 綠色阿爾及利亞聯盟 社會主義力量陣線       | 阿爾及利亞議會   | 費爾哈特·阿巴斯主席 本·貝拉主席 穆罕默德·布迪亚夫主席 | 阿卜杜勒-马吉德·特本總統               |      |      |      |      |
| 津巴布韋共和國           | 37年235天 | 津巴布韦非洲民族联盟－爱国阵线 | 民主變革運動 争取民主变革运动－茨万吉拉伊 | 津巴布韋議會     | 罗伯特·穆加贝總統                                     | 埃默森·姆南加古瓦總統                  |      |      |      |      |
| 乍得共和國               | 34年255天 | 愛國拯救運動                   | 乍得全國民主聯盟 全國民主與復興聯盟       | 乍得議會         | 伊德里斯·代比總統                                     | 穆罕默德·伊德利斯·代比主席             |      |      |      |      |
| 俄羅斯聯邦               | 23年256天 | 統一俄羅斯                     | 俄羅斯聯邦共產黨                          | 俄羅斯聯邦會議   | 鲍里斯·维亚切斯拉沃维奇·格雷兹洛夫主席                | 德米特里·阿纳托利耶维奇·梅德韦杰夫主席 |      |      |      |      |
| 新加坡共和国             | 66年76天  | 人民行动党                     | 新加坡工人党                              | 新加坡國會       | 李光耀秘書長                                          | 黃循財秘書長                           |      |      |      |      |
| 土耳其共和國             | 22年269天 | 正义与发展党                   | 共和人民黨 人民民主党                     | 土耳其大國民議會 | 阿卜杜拉·居尔總統                                     | 雷杰普·塔伊普·埃尔多安總統             |      |      |      |      |

## 歷史上的一党制国家
| 國家                                        | 執政黨                                             | 專制執政時間                                  |
| ------------------------------------------- | -------------------------------------------------- | --------------------------------------------- |
| · 保加利亞人民共和國                        | 保加利亞共產黨                                     | 1946－1990                                    |
| 匈牙利人民共和國                            | 匈牙利勞動人民黨                                   | 1949－1956                                    |
| 匈牙利人民共和國                            | 匈牙利社會主義工人黨                               | 1956－1989                                    |
| 东德（东德）                                | 德国统一社会党                                     | 1949－1989                                    |
| 波蘭人民共和國                              | 波蘭統一工人黨                                     | 1948－1989                                    |
| 羅馬尼亞人民共和國 · 罗马尼亚社会主义共和国 | 羅馬尼亞共產黨                                     | 1947－1989                                    |
| 苏联                                        | 苏联共产党                                         | 1922－1991                                    |
| 捷克斯洛伐克                                | 捷克斯洛伐克共產黨                                 | 1948－1989                                    |
| 阿爾巴尼亞社會主義人民共和國                | 阿爾巴尼亞勞動黨                                   | 1944－1991                                    |
| 南斯拉夫社會主義聯邦共和國                  | 南斯拉夫共产主义者联盟                             | 1945－1990                                    |
| 中华苏维埃共和国                            | 中国共产党                                         | 1931－1937                                    |
| 中華共和國                                  | 生产人民党                                         | 1933－1934                                    |
| 蒙古人民共和国                              | 蒙古人民革命黨                                     | 1921－1990                                    |
| 图瓦人民共和国                              | 图瓦人民革命党                                     | 1921－1944                                    |
| 越南民主共和国                              | 越南劳动党                                         | 1945－1976                                    |
| 越南南方共和国                              | 越南南方民族解放阵线（越南劳动党南方局）           | 1969－1976                                    |
| 民主柬埔寨                                  | 柬埔寨共產黨                                       | 1975－1979                                    |
| 柬埔寨人民共和國                            | 柬埔寨人民革命黨                                   | 1979－1993                                    |
| 缅甸联邦社会主义共和国                      | 緬甸社會主義綱領黨                                 | 1962－1988                                    |
| 阿富汗民主共和國                            | 阿富汗人民民主黨                                   | 1978－1992                                    |
| 也門民主人民共和國                          | 也门社会党                                         | 1978－1990                                    |
| 格瑞那達                                    | 新寶石運動                                         | 1979－1983                                    |
| 阿富汗共和國                                | 阿富汗民族革命党                                   | 1974－1978                                    |
| 巴列维王朝                                  | 伊朗民族复活党                                     | 1975－1978                                    |
| 伊朗                                        | 伊斯蘭共和黨                                       | 1981－1987                                    |
| 突尼西亞                                    | 憲政民主聯盟                                       | 1957－2011                                    |
| 匈牙利王國                                  | 箭十字黨                                           | 1944－1945                                    |
| 阿拉伯也門共和國                            | 全国人民大会                                       | 1978－1990                                    |
| 伊拉克                                      | 阿拉伯复兴社会党－伊拉克地区                       | 1968－2003                                    |
| 叙利亚                                      | 阿拉伯复兴社会党－叙利亚地区                       | 1963－2024（實際上） 1963－2012（法律上）     |
| 阿拉伯聯合共和國                            | 民族民主黨                                         | 1958－1961                                    |
|                                             | 土庫曼斯坦民主黨                                   | 1991－2008（實際上） 1992－2008（法律上）     |
|                                             | 孟加拉國人民聯盟                                   | 1974－1975                                    |
| 印度尼西亞                                  | 印度尼西亚民族党                                   | 1945–1949                                     |
| 中華民國                                    | 中國國民黨                                         | 1928－1947（大陸時期） 1949－1987（台灣時期） |
| 納粹德國                                    | 国家社会主义德国工人党                             | 1933－1945                                    |
| 大日本帝国                                  | 大政翼贊會                                         | 1940－1945                                    |
| 滿洲國                                      | 满洲国协和会                                       | 1932－1945                                    |
| 汪精卫国民政府                              | 中國國民黨（汪精卫系）                             | 1940－1945                                    |
| 菲律賓第二共和國                            | 争取服务新菲律宾协会                               | 1943－1945                                    |
| 自由印度临时政府                            | 自由印度党                                         | 1943－1945                                    |
| 義大利王國                                  | 國家法西斯黨                                       | 1922－1943                                    |
| 奥地利                                      | 祖國陣線                                           | 1934－1938                                    |
| 挪威                                        | 民族联盟                                           | 1940－1945（實际上） 1942－1945（法律上）     |
| 巴拉圭                                      | 全国共和协会－红党                                 | 1947－1993                                    |
| 比利时                                      | 雷克斯党                                           | 1940－1944                                    |
| 比利时                                      | 弗拉芒民族联盟                                     | 1940－1944                                    |
| 圣马力诺                                    | 聖馬力諾法西斯黨                                   | 1926－1944                                    |
| 斯洛伐克國                                  | 斯洛伐克人民黨                                     | 1939－1945                                    |
| 爱沙尼亚                                    | 愛國聯盟                                           | 1935－1940                                    |
| 西班牙王國                                  | 西班牙愛國聯盟                                     | 1924－1931                                    |
| 西班牙國                                    | 传统主义西班牙国家工团主义进攻委员会方阵（长枪党） | 1939－1975                                    |
| 葡萄牙                                      | 國民聯盟                                           | 1932－1974                                    |
| 克羅埃西亞獨立國                            | 乌斯塔沙－克罗地亚革命运动                         | 1941－1945                                    |
| 乌克兰                                      | 乌克兰民族主义者组织－班德拉派                     | 1941                                          |
| 立陶宛                                      | 立陶宛民族主义联盟                                 | 1927－1940                                    |
|                                             | 佩利奎斯特黨                                       | 1917－1919                                    |
|                                             | 多米尼加黨                                         | 1931－1961                                    |
|                                             | 进步自由党                                         | 1931－1944                                    |
| 海地                                        | 民族团结党                                         | 1957－1986                                    |
|                                             | 孟加拉国民族主义党                                 | 1977－1982                                    |
| 土耳其                                      | 共和人民黨                                         | 1923－1950                                    |
| 達荷美                                      | 达荷美团结党                                       | 1961－1963                                    |
| 達荷美                                      | 达荷美民主党                                       | 1963－1965                                    |
| 莫桑比克                                    | 莫桑比克解放阵线党                                 | 1975－1990                                    |
| 安哥拉                                      | 安哥拉人民解放运动－劳动党                         | 1975－1991                                    |
|                                             | 肯尼亚非洲民族联盟                                 | 1963－1991                                    |
| 马拉维                                      | 马拉维大会党                                       | 1964－1993                                    |
| 中非                                        | 黑非洲社會進化運動                                 | 1962－1980                                    |
| 中非                                        | 中非民主聯盟                                       | 1980－1981                                    |
| 中非                                        | 中非民主大会                                       | 1987－1991                                    |
| 贝宁人民共和国                              | 贝宁人民革命党                                     | 1975－1990                                    |
| 刚果共和国 · 剛果人民共和國                 | 刚果劳动党                                         | 1969－1990                                    |
| 阿尔及利亚                                  | 民族解放阵线                                       | 1962－1989                                    |
|                                             | 非洲民主聯盟                                       | 1960－1966                                    |
|                                             | 争取全国进步联盟                                   | 1966－1992                                    |
| 喀麦隆                                      | 喀麥隆民族聯盟                                     | 1966－1985                                    |
| 喀麦隆                                      | 喀麥隆人民民主運動                                 | 1985－1990                                    |
|                                             | 几内亚和佛得角非洲独立党                           | 1975－1980                                    |
| 佛得角非洲独立党                            | 1981－1990                                         |                                               |
|                                             | 乍得進步黨                                         | 1962－1973                                    |
| 争取文化和社会革命全国运动                  | 1973－1975                                         |                                               |
| 争取独立和革命全国联盟                      | 1984－1990                                         |                                               |
|                                             | 科摩罗争取进步联盟                                 | 1982－1990                                    |
|                                             | 革命人民運動                                       | 1970－1990                                    |
|                                             | 爭取進步人民聯盟                                   | 1977－1992                                    |
| 赤道几内亚                                  | 联合民族工人党                                     | 1970－1979                                    |
| 赤道几内亚                                  | 赤道幾內亞民主黨                                   | 1979－1991                                    |
| 衣索比亞                                    | 埃塞俄比亞工人黨                                   | 1984－1991                                    |
| 埃及                                        | 阿拉伯社会主义联盟                                 | 1956－1978                                    |
| 埃及                                        | 民族民主黨                                         | 1978－2011                                    |
| 加彭                                        | 加蓬民主黨                                         | 1968－1990                                    |
|                                             | 公约人民党                                         | 1964－1966                                    |
| 几内亚                                      | 幾內亞民主黨 - 非洲民主聯盟                        | 1958－1984                                    |
|                                             | 几内亚和佛得角非洲独立党                           | 1974－1991                                    |
|                                             | 科特迪瓦民主党－非洲民主联盟                       | 1960－1990                                    |
| 利比里亚                                    | 真輝格黨                                           | 1878－1980                                    |
| 利比亞                                      | 利比亚阿拉伯社会主义联盟                           | 1971－1977                                    |
| 马达加斯加                                  | 争取马达加斯加复兴协会                             | 1976－1989                                    |
|                                             | 馬里人民民主聯盟                                   | 1976－1991                                    |
| 毛里塔尼亚                                  | 毛里塔尼亞人民黨                                   | 1961－1978                                    |
| 苏丹                                        | 蘇丹聯盟 - 非洲民主聯盟                            | 1960－1968                                    |
| 苏丹                                        | 蘇丹社會主義聯盟                                   | 1971－1985                                    |
| 尼日尔                                      | 尼日尔进步党                                       | 1960－1974                                    |
| 尼日尔                                      | 爭取社會發展全國運動                               | 1989－1991                                    |
| 卢旺达                                      | 胡图解放运动党                                     | 1965－1973                                    |
| 卢旺达                                      | 争取民主和发展全国共和运动                         | 1975－1991                                    |
| 聖多美和普林西比                            | 圣多美和普林西比解放运动－社会民主党               | 1975－1990                                    |
| 塞内加尔                                    | 塞內加爾社會黨                                     | 1966－1974                                    |
| 塞舌尔                                      | 塞舌尔人民进步阵线                                 | 1977－1991                                    |
|                                             | 全体人民大会                                       | 1978－1991                                    |
|                                             | 索馬里革命社會主義黨                               | 1976－1991                                    |
| 坦桑尼亚                                    | 坦桑尼亞革命黨                                     | 1977－1992                                    |
|                                             | 坦噶尼喀非洲民族聯盟                               | 1961－1977                                    |
|                                             | 非洲-設拉子黨                                      | 1964－1977                                    |
| 多哥                                        | 多哥團結黨                                         | 1962－1963                                    |
| 多哥                                        | 多哥人民联盟                                       | 1969－1991                                    |
| 乌干达                                      | 烏干達人民大會黨                                   | 1969－1971                                    |
| 尚比亞                                      | 聯合民族獨立黨                                     | 1972－1990                                    |

## 目前一黨專政體制下党和国家（地区）最高领导人列表
粗体为执政党最高领导人职务，地位高于国家（政权）元首和政府首脑
| 国旗                   | 国徽 | 主权国家               | 所属政党                             | 肖像 | 姓名                   | 担任政党职务 | 担任国家职务                                                  | 年龄                  | 执政任期       | 实际控制范围 | 武装力量             | 任期制度                     |
| ---------------------- | ---- | ---------------------- | ------------------------------------ | ---- | ---------------------- | --- | ------------------------------------------------------------- | --------------------- | -------------- | ------------ | -------------------- | ---------------------------- |
| 中华人民共和国         |      | 中华人民共和国         | 中国共产党                           |      | 习近平                 | 中国共产党中央委员会总书记 中国共产党中央政治局常委 中国共产党中央军事委员会主席                                    | 中华人民共和国主席 中华人民共和国中央军事委员会主席           | 1953年6月15日         | 2012年11月15日 |              | 中国人民解放军       | 5年，可连选连任，不限制次数  |
| 朝鲜民主主义人民共和国 |      |                        | 朝鲜劳动党                           |      | 金正恩                 | 朝鲜劳动党总书记 朝鲜劳动党中央政治局常委 朝鲜劳动党中央军事委员会委员长                                            | 朝鲜国务委员会委员长 朝鲜人民军最高司令官                     | 1984年1月8日          | 2011年12月17日 |              | 朝鲜人民军           | 5年，可连选连任，不限制次数  |
| 越南                   |      | 越南                   | 越南共产党                           |      | 苏林                   | 越南共产党中央委员会总书记 越南共产党中央政治局委员 越南共产党中央军事委员会书记 越南共产党中央反腐败指导委员会主任 | 越南社会主义共和国主席 越南国防与安全委员会主席主席           | 1957年7月10日（67岁） | 2024年7月19日  |              | 越南人民军           | 5年，可连任一届              |
| 老挝                   |      |                        | 老挝人民革命党                       |      | 通伦·西苏里            | 老挝人民革命党中央委员会总书记 老挝人民革命党中央政治局委员                                                         | 老挝人民民主共和国主席 老挝人民革命党中央国防和治安委员会主席 | 1945年11月10日        | 2021年1月15日  |              | 老挝人民军           | 5年，可连任一届              |
| 古巴                   |      | 古巴                   | 古巴共产党                           |      | 米格尔·迪亚斯-卡内尔   | 古巴共产党中央委员会第一书记 古巴共产党中央政治局委员                                                               | 古巴共和国主席 古巴革命武装力量总司令                         | 1960年4月20日         | 2021年4月19日  |              | 古巴革命武装力量     | 5年，可连任一届              |
| 厄立特里亚             |      |                        | 人民民主与正义阵线                   |      | 伊萨亚斯·阿费沃尔基    | 人民民主与正义阵线中央委员会主席                                                                                    | 厄立特里亚总统 厄立特里亚国民议会主席                         | 1946年2月2日          | 1991年4月27日  |              | 厄立特里亚国武装力量 | 2个5年任期，事实上不限制次数 |
| 撒拉威阿拉伯民主共和國 |      | 撒拉威阿拉伯民主共和國 | 萨基亚阿姆拉和里奥德奥罗人民解放阵线 |      | 卜拉欣·加利            | 波利萨里奥阵线中央委员会总书记                                                                                      | 阿拉伯撒哈拉民主共和国总统                                    | 1949年9月16日         | 2016年9月2日   |              | 西撒哈拉人民解放阵线 | 无任期限制，不限制连任次数。 |
| 南蘇丹                 |      | 南蘇丹                 | 萨尔瓦·基尔·马亚尔迪特               |      | 萨尔瓦·基尔·马亚尔迪特 | 蘇丹人民解放運動中央委員會總書記                                                                                    | 南蘇丹总统                                                    | 1951年9月13日         | 2011年7月9日   |              | 南蘇丹武裝力量       | 5年，可连任一届              |
| 佤邦                   |      | 緬甸第二特区（佤邦）   | 佤邦联合党                           |      | 鲍有祥                 | 佤邦联合党中央委员会总书记 佤邦联合党中央政治局常委 佤邦联合党中央政治局委员                                        | 佤邦人民政府主席 佤邦联合军总司令                             | 1949年9月19日         | 1989年5月18日  |              | 佤邦联合军           | 5年，可连选连任，不限制次数  |